# Acerocephala aenigma
Acerocephala aenigma är en stekelart som beskrevs av Charles Joseph Gahan 1946. Acerocephala aenigma ingår i släktet Acerocephala och familjen puppglanssteklar. Inga underarter finns listade i Catalogue of Life.